# اوراگامی مونه‌کاگه
اوراگامی مونه‌کاگه (به ژاپنی: 浦上宗景) سامورایی و دایمیوی دوره سن‌گوکو اهل ولایت بیزن بود. در سال ۱۵۵۱ در مورد نحوه مقابله با حمله خاندان آماگو با برادرش اوراگامی ماسامونه اختلاف نظر پیدا کرد و خاندان به این علت دو پاره شد.
در سال ۱۵۵۴، قلعه تنجین‌یاما (ولایت بیرن) را پایگاه خود قرار داد و در مقابل برادرش اوراگامی ماسامونه که با خاندان آماگو متحد شده بود با خاندان موری متحد شد و همراه با این خاندان در ولایت بیزن با خاندان آماگو جنگید.